# Mayenne (Mayenne)
Mayenne [majen] je město a obec v severozápadní Francii, v departementu Mayenne v regionu Pays de la Loire. Leží asi 250 km západně od Paříže na řece Mayenne a v roce 2009 zde žilo 13 350 obyvatel. Je centrem arrondissementu Mayenne.

## Historie

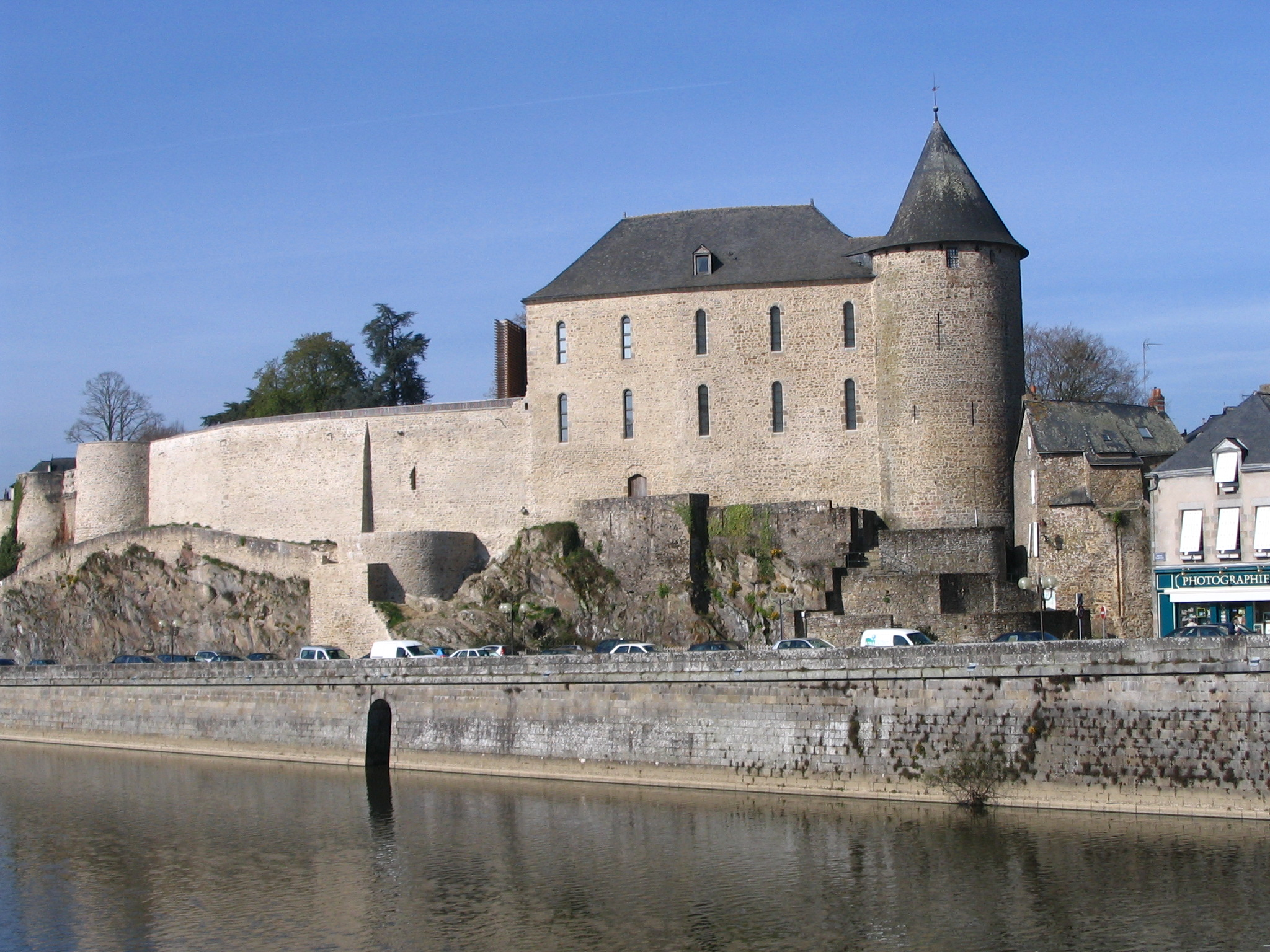
Hrad od řeky

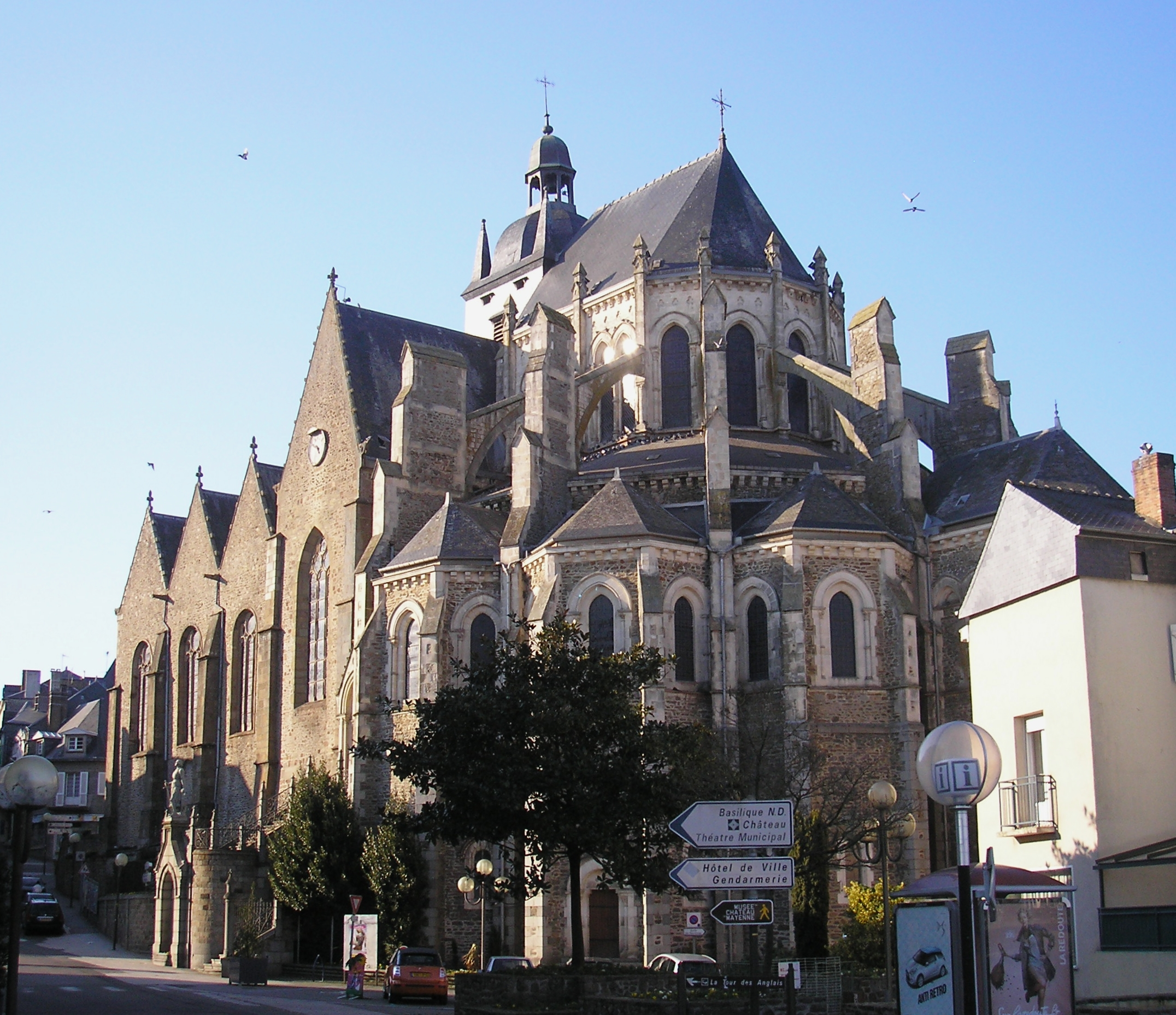
Bazilika Notre-Dame

Obec se prvně připomíná k roku 775 a v 9. století zde hrabě Juhel vystavěl hrad, přestavěný v 11. a 12. století. Z téže doby je i basilika Notre-Dame a další stavby. Roku 1158 se hrabě Geoffroy z Mayenne se svými rytíři vydal na křížovou výpravu. Město utrpělo v občanských válkách 16. století, v 17. století je koupil kardinál Jules Mazarin, který je zvelebil. V roce 1944 zde probíhaly těžké boje a město bylo poškozeno bombardováním.

## Doprava a průmysl
Mayenne leží 16 km severně od dálnice A81 (sjezd Laval, silnice N162) a na silnicích N12 a D35.
Ve městě je řada výrobních podniků, zejména z oblasti farmacie a informatiky, výroba uzenin aj.

## Pamětihodnosti
- Hrad ze 12. století, rozšířený a přestavěný v 16. století stojí nad řekou v centru města. V 19. století sloužil jako vězení, po důkladné opravě je v něm zajímavé muzeum s expozicí historických stolních her, nářadí a zbraní.
- Bazilika Notre-Dame ze 12. století s kryptou, nově zaklenutá v 16. století s chórem z 19. století.
- Románský kostel sv. Martina z 12. století, rozšířený v 19. století.
- Stará radnice ze 16.–17. století
- Kaple sv. Leonarda z 12. století s freskami ze 14. století stojí nedaleko řeky asi 1,5 km SV od centra.

### Galerie

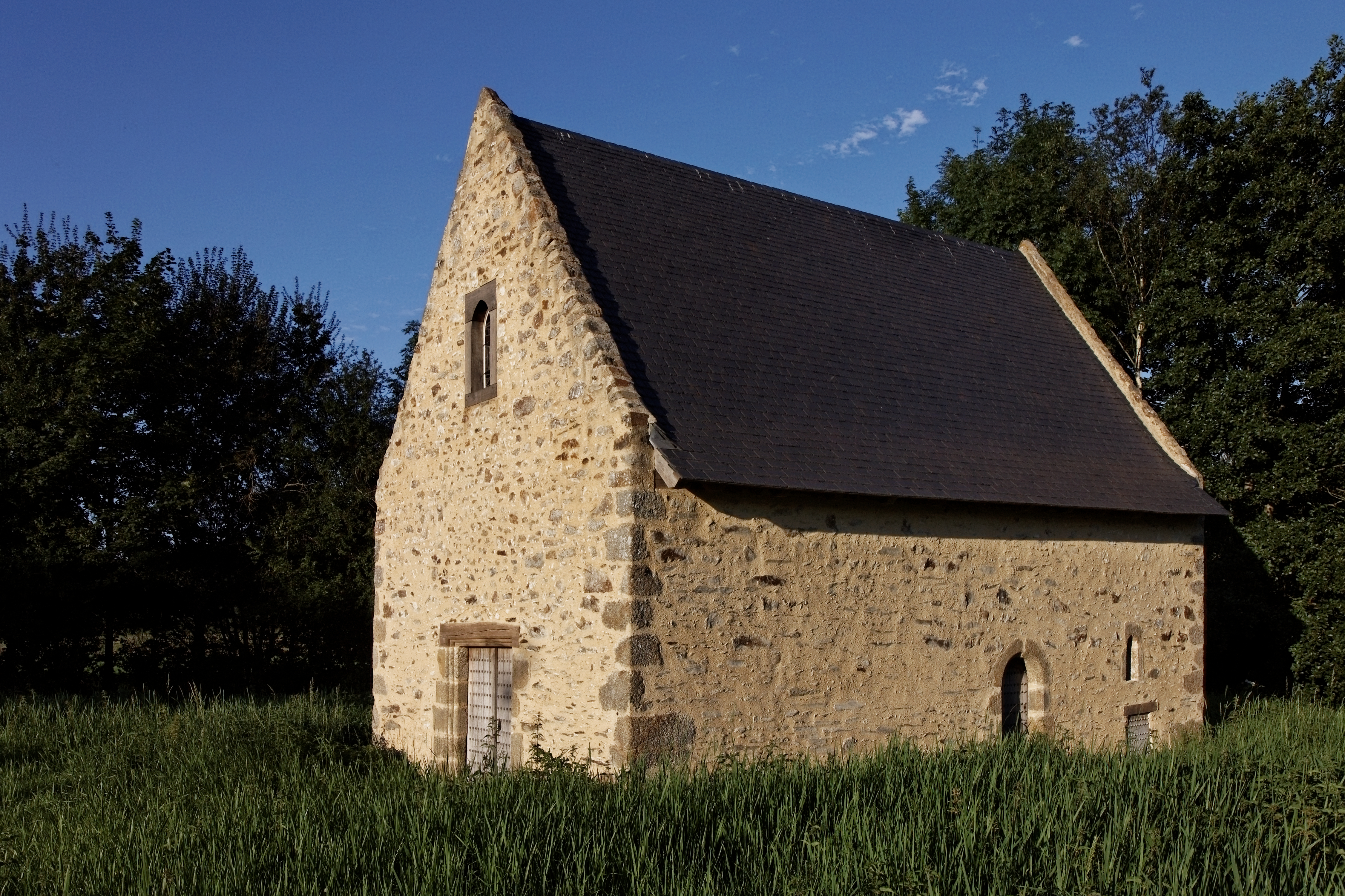
Kaple sv. Leonarda
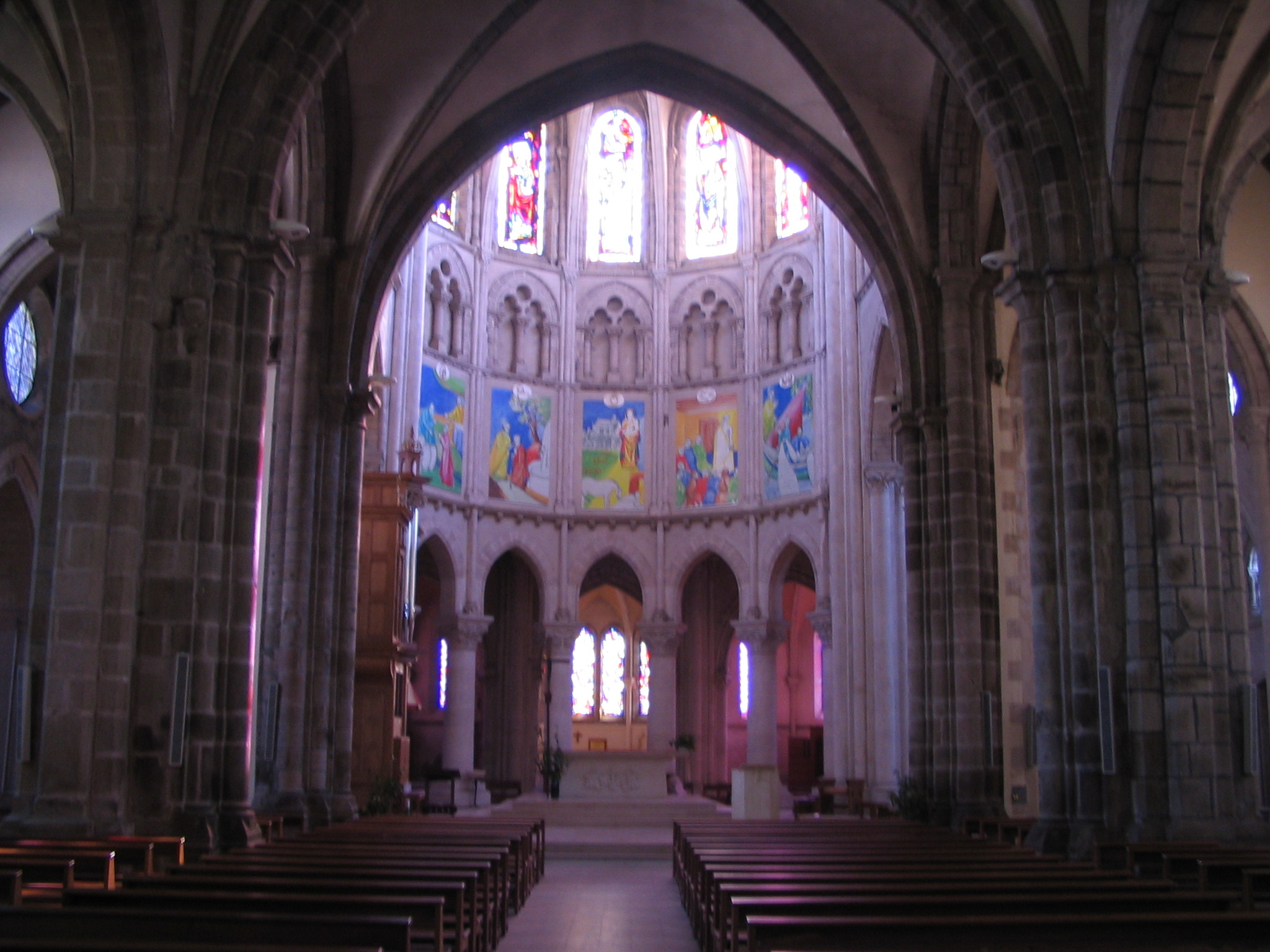
Bazilika Notre-Dame, vnitřek
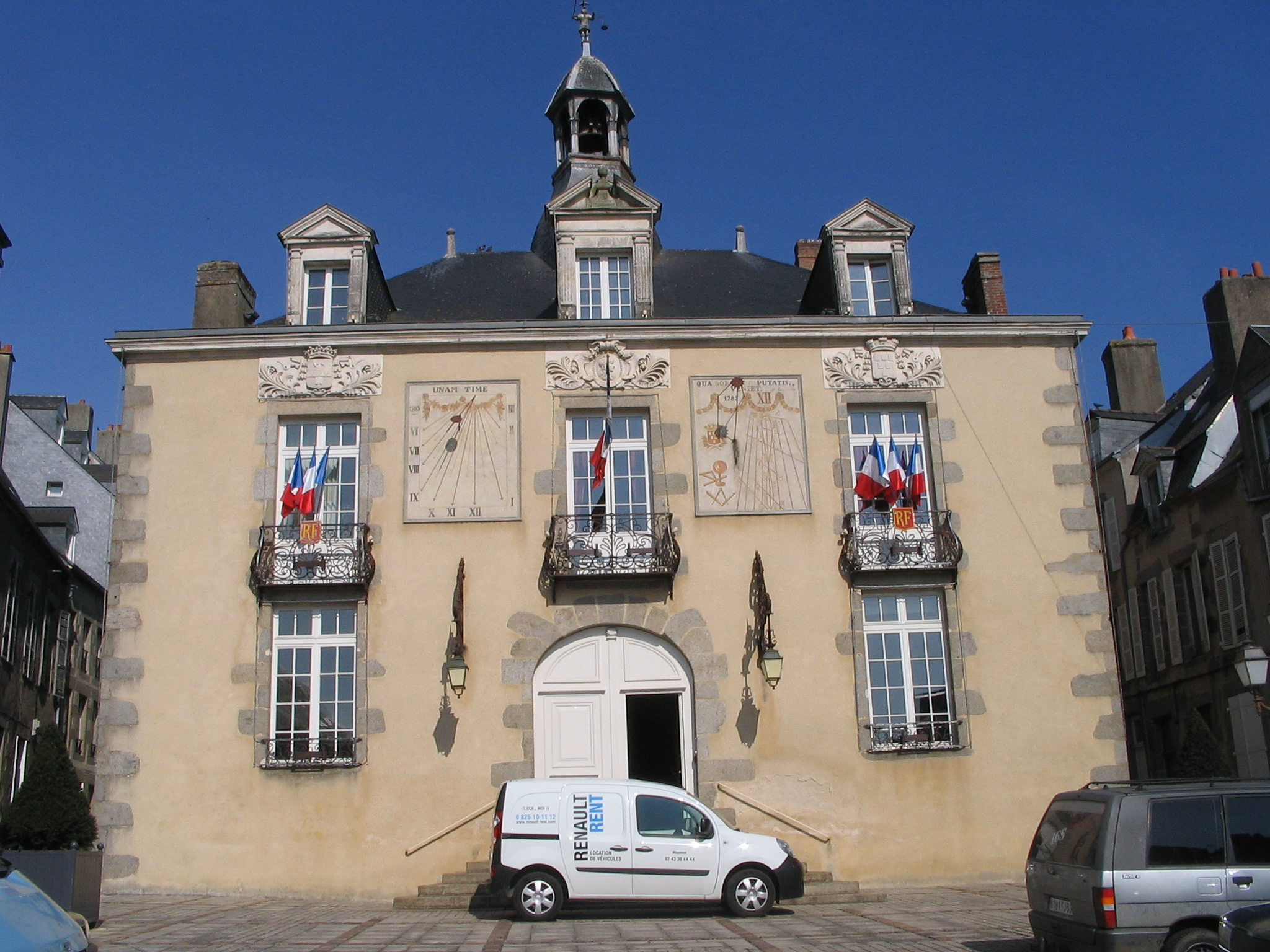
Stará radnice
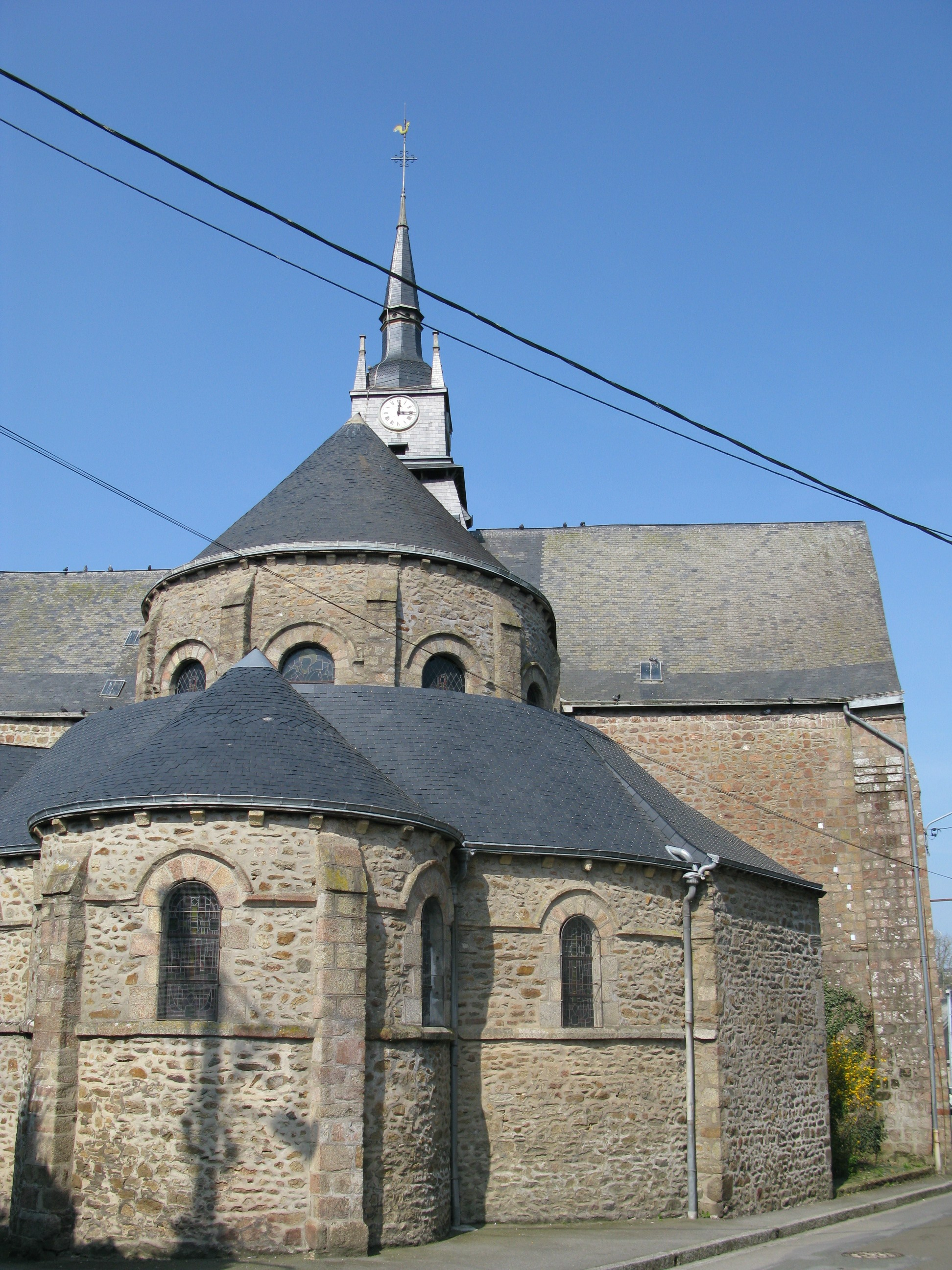
Kostel sv. Martina